# Saison 1928-1929 de la Can-Am
Saison précédente Saison suivante
La saison 1928-1929 est la troisième saison de la Canadian-American Hockey League. Six franchises jouent chacune 40 rencontres. Les Tigers de Boston remportent le Trophée Henri Fontaine en battant les Reds de Providence en séries éliminatoires.

## Saison régulière
| Clt   | Équipe                 | PJ | V  | D  | N  | BP | BC | Pts |
| ----- | ---------------------- | -- | -- | -- | -- | -- | -- | --- |
| +001, | Tigers de Boston       | 40 | 21 | 11 | 8  | 72 | 56 | 50  |
| +002, | Reds de Providence     | 40 | 18 | 12 | 10 | 64 | 58 | 46  |
| +003, | Eagles de New Haven    | 40 | 15 | 15 | 10 | 73 | 68 | 40  |
| +004, | Indians de Springfield | 40 | 13 | 14 | 13 | 60 | 58 | 39  |
| +005, | Bulldogs de Newark     | 40 | 14 | 26 | 0  | 65 | 81 | 34  |
| +006, | Arrows de Philadelphie | 40 | 12 | 21 | 7  | 60 | 73 | 31  |

- En gras : champion de la saison régulière
- En italique : qualifié pour les séries

## Séries éliminatoires
Le premier tour des séries voit les Reds de Providence battre les Eagles de New Haven 4 buts à 3 en deux matchs, le but vainqueur étant marqué en prolongation du deuxième match :
- New Haven 3-1 Providence
- Providence 3-0 New Haven

Les Tigers de Boston, champions de la saison régulière et exemptés du 1er tour, remportent ensuite la finale 11 buts à 3 en quatre matchs contre les Reds :
- Boston 3-0 Springfield
- Providence 0-5 Boston
- Boston 2-2 Providence
- Providence 1-1 Boston